# Pseudoschmidtia triangularis
Pseudoschmidtia triangularis är en insektsart som beskrevs av Marius Descamps 1964. Pseudoschmidtia triangularis ingår i släktet Pseudoschmidtia och familjen Euschmidtiidae. Inga underarter finns listade i Catalogue of Life.